# Dario Piombino-Mascali
Dario Piombino-Mascali (Messina, 16 settembre 1977) è un antropologo e archeologo italiano.

## Biografia
Cittadino onorario del comune di Santa Lucia del Mela dal 2017, è discendente dello scultore Luigi Prestipino, insigne mosaicista dell'Accademia di Belle Arti di Palermo e restauratore dei principali monumenti arabo-normanni di Sicilia.
Laureatosi con lode in antropologia all'Università di Pisa nel 2002, avendo anche l'opportunità di formarsi frequentando l'Università di Leicester, Dario Piombino-Mascali ha in seguito perfezionato i suoi studi conseguendo nel 2007 il dottorato di ricerca in paleoantropologia e patocenosi discutendo una tesi sugli indicatori di stress biologico di una popolazione etrusco-campana.
Si interessa presto allo studio delle mummie e nel 2008 inizia a collaborare con l'Istituto per lo studio delle mummie dell'EURAC. Contestualmente comincia a intraprendere l'attività di divulgatore scientifico lavorando per diverse testate ed emittenti televisive internazionali fra cui il National Geographic. Divenuto ispettore dell'Assessorato dei Beni Culturali e dell'Identità Siciliana nel 2011, nonché docente di storia della medicina all'Università degli Studi di Messina nel 2015, Dario Piombino-Mascali ha anche fondato e dirige il "Progetto Mummie Siciliane", un progetto di studio attivo dal 2007 che si occupa di tutte le mummie siciliane rinvenute in chiese e cripte.  Esso è volto a effettuare indagini storiche, biomediche e relative alla conservazione dei cadaveri, e non utilizza indagini invasive e dissezioni, come invece è accaduto da parte di altri gruppi di ricerca.
Dal 2010 è conservatore scientifico delle Catacombe dei Cappuccini a Palermo; tra le sue incombenze l'antropologo si occupa della preservazione della mummia della piccola Rosalia Lombardo, soprannominata la bella addormentata per il suo aspetto ben curato di bambina dormiente, e compie approfonditi studi sull'imbalsamatore Alfredo Salafia riuscendo a svelare la composizione chimica della "formula segreta" da lui utilizzata. Dario Piombino-Mascali tratta le vicende che legano Rosalia Lombardo al professor Salafia nel suo libro Il maestro del sonno eterno dato alle stampe nel 2009.

## Pubblicazioni
- Dario Piombino-Mascali, Il maestro del sonno eterno, La Zisa, 2009, ISBN 8895709527.
- Heather Gill-Frerking, Wilfried Rosendahl, Albert R. Zink e Dario Piombino-Mascali, Yearbook of Mummy Studies, vol. 1, Pfeil Verlag, 2011, ISBN 978-3-89937-137-6.
- Dario Piombino-Mascali, Prefazione, in: Alessia Franco, Le Catacombe del Mistero, Navarra, 2013, ISBN 978-88-95756-93-6
- Dario Piombino-Mascali, Le catacombe dei Cappuccini. Guida storico-scientifica, Edizioni d'arte Kalós, 2018, ISBN 8898777736.
- Dario Piombino-Mascali, Lo spazio di un mattino. Storia di Rosalia Lombardo, la bambina che dorme da cento anni, Dario Flaccovio Editore, 2020, ISBN 885791223X.